# Hünengrab (Heraldik)

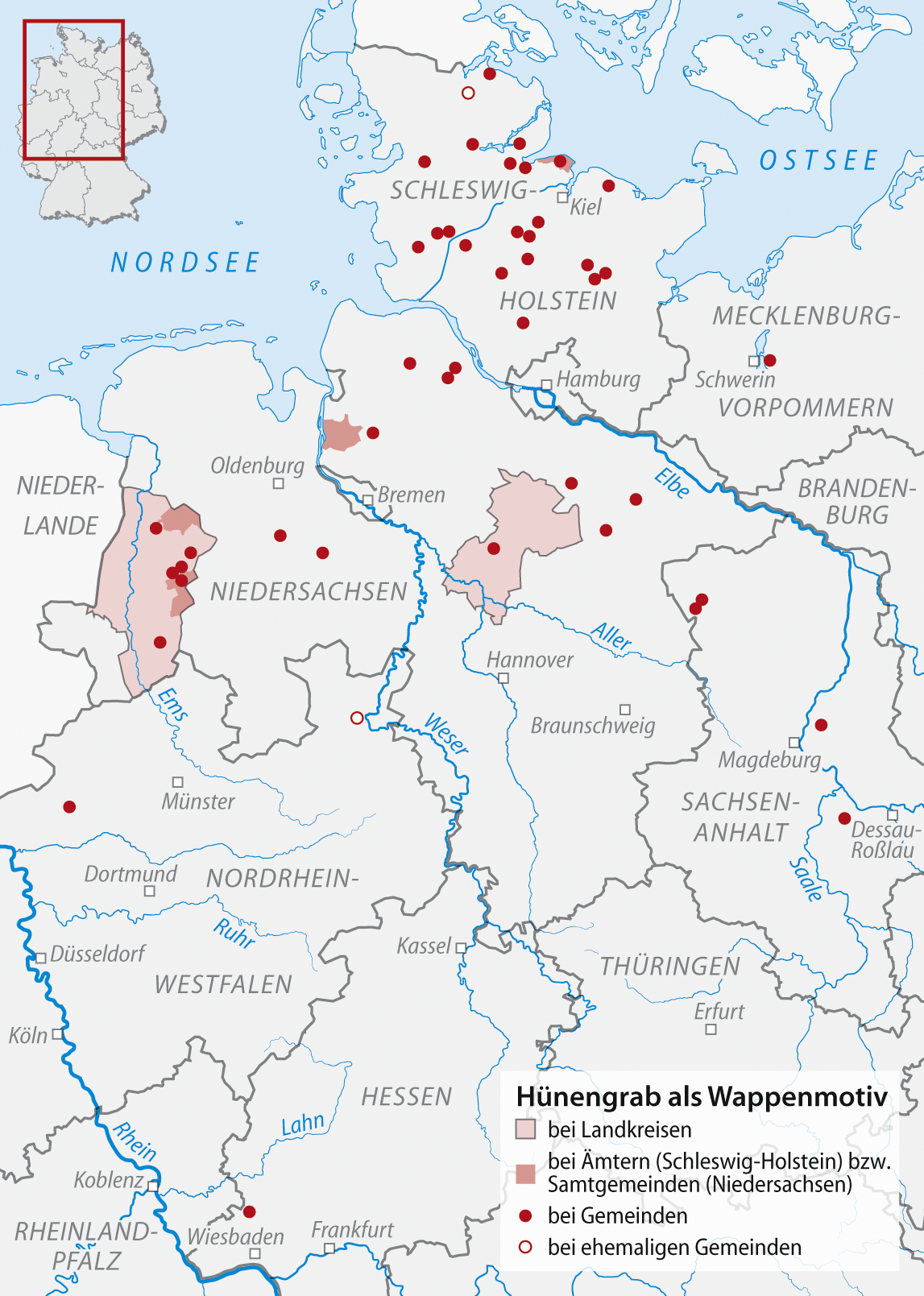
Hünengrab als Wappenmotiv

Die als Hünengrab bekannten und in Norddeutschland, den Niederlanden, Polen und Skandinavien verbreiteten Megalithanlagen oder Großsteingräber befinden sich auch auf manchen Wappen dieser Region. Als Motiv auf dem Wappenschild ist es eine gemeine Figur und kein Heroldsbild.

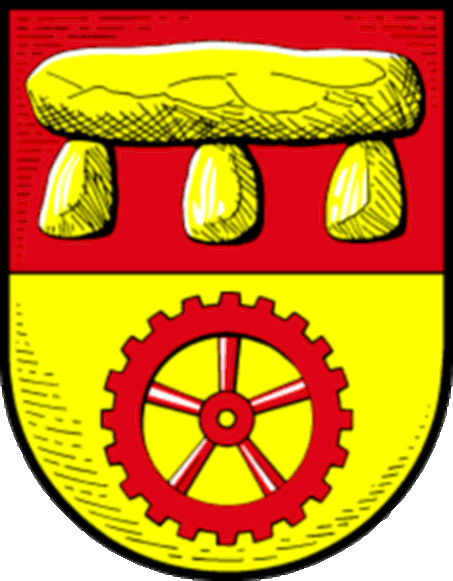
Wappen von Werlte mit Hünengrab

Eigentlich handelt es sich um ein Bauwerk, das sich aber mit der Zeit oft nahtlos in Landschaftsbild und Natur eingefügt hat. Die heraldische Darstellung in den Wappenschilden unterscheidet sich lediglich in der Anzahl der dargestellten, nicht zwingend mit dem Vorbild übereinstimmenden Steine, die aber nicht in der Blasonierung erwähnt werden. Drei Tragsteine sind die Regel. Darüber liegt ein größerer, der den Deckstein der Grabanlage darstellt. In der Nomenklatur der Archäologie entspricht das Bild am ehesten einem Polygonaldolmen. Trotz realer Vielfalt wird in der Heraldik diese einfachere Form gewählt. Im Wappen von Hünstetten sind die eingegliederten Orte durch je ein symbolisiertes Hünengrab dargestellt. Das Wappen von Bomlitz stellt kein Hünen-, sondern ein Steinpackungsgrab dar. Auch reine Erdhügeldarstellungen sind in Wappen möglich. Diese stehen ebenfalls für vorzeitliche Grabanlagen.
Beispiel für ein redendes Wappen ist die Gemeinde Fresnicourt-le-Dolmen in Frankreich.